# بوصير لوتورنو
بوصير لوتورنو (باللاتينية: Verbascum letourneuxii) نوع نباتي يتبع جنس البوصير من الفصيلة الغدبية. سمي تكريما لعالم النبات الفرنسي ألكسندر لوي لوتورنو (بالفرنسية: Alexandre Louis Letourneux).

## الموئل والانتشار
موطنه مصر (سيناء) والمغرب العربي (ليبيا).